# Artemia
Artemia is een geslacht van pekelkreeftjes uit de familie van de Artemiidae.

## Soorten
- Artemia franciscana Kellog, 1906
- Artemia gracilis Verrill, 1869
- Artemia monica Verrill, 1869
- Artemia persimilis Piccinelli & Prosdocimi, 1968
- Artemia salina (Linnaeus, 1758)
- Artemia sinica Cai, 1989
- Artemia tibetiana Abatzopoulos, Zhang & Sorgeloos, 1998
- Artemia urmiana Günther, 1899